# Jeanine Lieffrig
Jeanine Lieffrig (12 aprile 1938) è un'ex tennista francese.

## Biografia
Durante la sua carriera giunse in finale nel doppio al Roland Garros nel 1965 perdendo contro la coppia composta da Margaret Smith Court e Lesley Turner Bowrey in due set (6-3, 6-1), la sua compagna nell'occasione era Françoise Dürr.
Al torneo di Wimbledon del 1965 giunse in finale perdendo contro Maria Bueno e Billie Jean King.